# Фасілідес
Фасілідес — негус Ефіопії з Соломонової династії.

## Життєпис
Був сином імператора Сусеньйоса I, народився у провінції Шоа.
Був проголошений імператором 1630 під час повстання, яке очолював Сарса Крестос, але фактично зійшов на трон після зречення батька 14 червня 1632. Ставши імператором, Фасілідес одразу ж відновив офіційний статус традиційної православної церкви. Він відрядив за новим абуною до Олександрійського патріарха, відновивши майже забуті того часу стародавні відносини. Він конфіскував землі єзуїтів та вислав їх. Довідавшись про обстріл португальцями Момбаси, Фасілідес вирішив, що за цим стоїть Афонсо Мендес, католицький прелат, і вигнав решту єзуїтів з країни. Мендес і більшість його послідовників повернулись до Гоа, дорогою їх кілька разів пограбували та навіть кинули до в'язниці. 1665 року Фасілідес наказав спалити «книги франків» — релігійні тексти католиків.

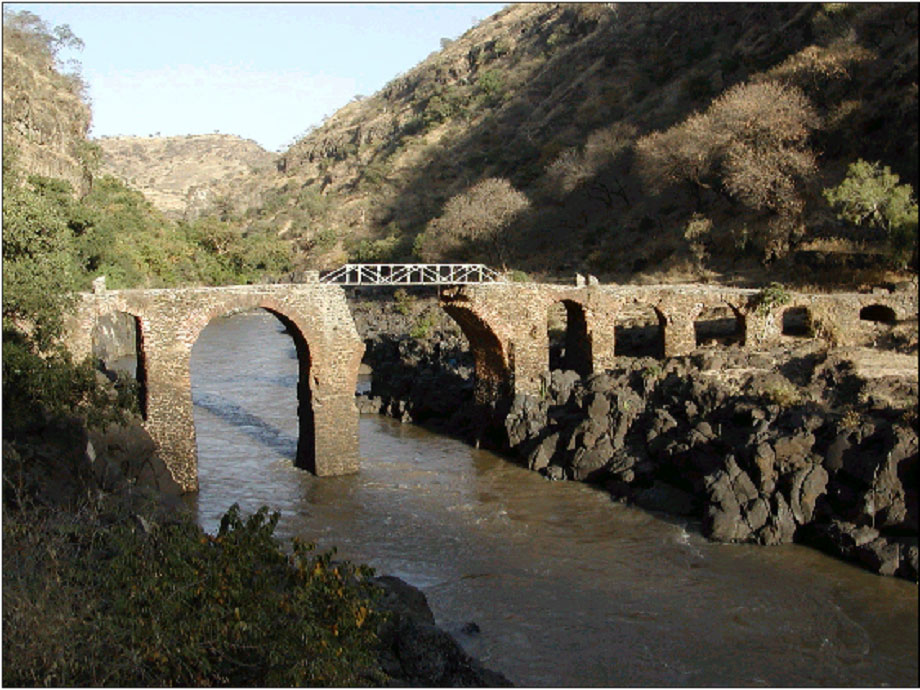
Себара Ділдій (зламаний міст амхарською) був одним із двох кам'яних мостів, збудованих через Блакитний Ніл за часів правління Фасілідеса. Пізніше міст було відремонтовано за часів правління імператора Менеліка 1901 року. На фото показано відремонтований міст, виконаний американською доброчинною організацією «Bridges to Prosperity» 2001 року

Зазвичай Фасілідесу приписують заснування міста Гондер 1636 року, яке він зробив столицею Ефіопії. Збудована ним кам'яна імператорська резиденція стала першою в історії Ефіопії. Чи було на тому місці поселення до заснування столиці, невідомо. Серед зведених там будівель — початок комплексу, що згодом став відомий як Фасіл-Геббі, а також деякі з найдавніших легендарних 44 церков Гондера: Адабабай Іясус, Адабабай Текле Гайманот, Ататамі Мікаель, Гімджабет Мар'ям, Фіт Мікаель, Фіт Аббо. Також йому приписують будівництво семи кам'яних мостів, внаслідок чого часто вважають, що всі старі мости в Ефіопії — справа його рук Імператор також збудував собор Марії Сіонської в Аксумі. Збудована Фасілідесом церква нині відома як «Старий собор» і стоїть поряд із більш новим собором, збудованим імператором Хайле Селассіє I.
Повстання агау в Ласті, що розпочалось ще за батька Фасілідеса, тривало й під час його правління, й упродовж всього свого царювання він регулярно здійснював каральні експедиції до Ласти. Перша, 1637 року виявилась невдалою, оскільки у битві під Лібо його воїни злякались нападу агау, а їхній вождь, Мелка Крестос, зайняв палац Фасілідеса і його трон. Фасілідес швидко зібрався з силами та звернувся по допомогу до кеннязмача Діммо, правителя Сем'єну, і до свого брата Ґелавдевоса, правителя Бегемдеру. Вони виступили проти Мелька Крестоса, який все ще залишався у Лібо, де його й було вбито, а його воїнів розбито. Наступного року Фасілідес виступив на Ласту, агау відступили до своїх схованок у горах, а майже вся армія загинула посеред гір; здебільшого від голоду, але також і від холоду.
У 1664–1665 роках Фасілідес відрядив посольство до Індії, щоб привітати Ауранґзеба зі сходженням на престол Імперії Великих Моголів.
1666 року, після того, як повстав його син Девіт, Фасілідес ув'язнив його у Вехні, відродивши стародавній звичай ув'язнення небезпечних членів імператорської родини на верхівці гори, так само, як їх колись замикали в Амба-Гешені.
Фасілідес помер у містечку за вісім кілометрів на південь від Гондера й був похований у монастирі Дага Естіфанос, на острові Дага на озері Тана.